# گمینا پوخاچوو
گمینا پوخاچوو (به لهستانی:  Gmina Puchaczów) یک گمینا در لهستان است که در شهرستان ونچنا واقع شده‌است. گمینا پوخاچوو ۹۱٫۷۰ کیلومتر مربع مساحت و ۵٬۵۱۳ نفر جمعیت دارد.